# Simone Resta
Simone Resta (Imola, 14 de septiembre de 1970) es un ingeniero italiano, actualmente acabó su contrato de préstamo con Haas F1 Team en el cual estaba desde 2021 y se presume su vuelta a Ferrari para 2024.

## Carrera
Se graduó en Ingeniería Mecánica en la Universidad de Bolonia en el año 1995. En 1998 comenzó a trabajar en Minardi en el Departamento de Investigación y Desarrollo.
Ingresó a Ferrari en la temporada 2001, con el rol de Ingeniero Jefe de Diseño. En 2006 asumió el cargo de Jefe del Departamento de Investigación y Desarrollo y desde 2012 el de Diseñador Jefe Adjunto. En 2014 Sergio Marchionne lo designó como el nuevo diseñador jefe. El 28 de mayo de 2018 deja su puesto para ir a Sauber. El 1 de agosto de 2019 regresa a Ferrari y para 2021 fue a Haas.Dejó el equipo estadounidense al acabar 2023.